# Quedius reitteri
Quedius reitteri – gatunek chrząszcza z rodziny kusakowatych i podrodziny kusaków.

## Taksonomia
Takson ten opisany został w 1925 roku na łamach „Memorie della Società Entomologica Italiana” przez Edoarda Gridelliego pod nazwą Quedius boops var. reitteri, jako odmiana margi woloocznej. Epitet nadano na cześć Edmunda Reittera. Do rangi osobnego gatunku wyniesiony został w 1964 roku przez Horsta Korgego. W 1948 roku gatunek ten niezależnie opisany został przez Charlesa Edwarda Tottenhama pod nazwą Quedius (Arphirus) crius. Jej synonimizacji z Q. reitteri dokonali w 1989 roku Gustav Adolf Lohse i  W.H. Luht.

## Morfologia
Chrząszcz o wydłużonym ciele długości od 4 do 5 mm. Głowa jest okrągława, smolistobrunatonoczarna z brunatnożółtymi czułkami i głaszczkami. Czułki mają człon pierwszy krótszy niż dwa następne razem wzięte, człon trzeci nie dłuższy niż drugi, a człon przedostatni tak szeroki jak długi. Oczy są duże, mocno uwypuklone. Przedplecze jest wypukłe, nieco szersze od głowy, słabiej zwężone ku przodowi niż u Q. nitipennis, czerwonobrunatne do czarnobrunatnego. Na powierzchni tarczki obecne jest punktowanie. Pokrywy są wyraźnie krótsze od przedplecza, lekko ku tyłowi rozszerzone, brunatnoczarno ubarwione, nieco jaśniejsze od głowy i odwłoka. Odnóża są brunatnożółte z goleniami tylnej, a czasem także środkowej pary na wewnętrznych brzegach czarnymi z metalicznym połyskiem. Odwłok jest smolistobrunatnoczarny. Na przedzie trzech pierwszych tergitów odwłoka nie występują szarobrunatne plamki.

## Występowanie
Gatunek palearktyczny, znany jest z Wielkiej Brytanii, Niemiec, Szwajcarii, Austrii, Włoch, Polski, Słowenii, Chorwacji, Bośni i Hercegowiny oraz azjatyckiej części Turcji. W Polsce stwierdzono go na Pojezierzu Mazurskim, Nizinie Mazowieckiej, Wyżynie Krakowsko-Częstochowskej, w Beskidzie Śląskim i Małym, Tatrach i Pieninach.